# Simferopol
Simferopol (ukrainisch Сімферополь, russisch Симферополь, krimtatarisch Aqmescit) ist die Hauptstadt der Autonomen Republik Krim. Die Stadt hat 337.285 Einwohner und ist das Zentrum des gleichnamigen Rajons Simferopol, aber selbst kein Bestandteil desselben.

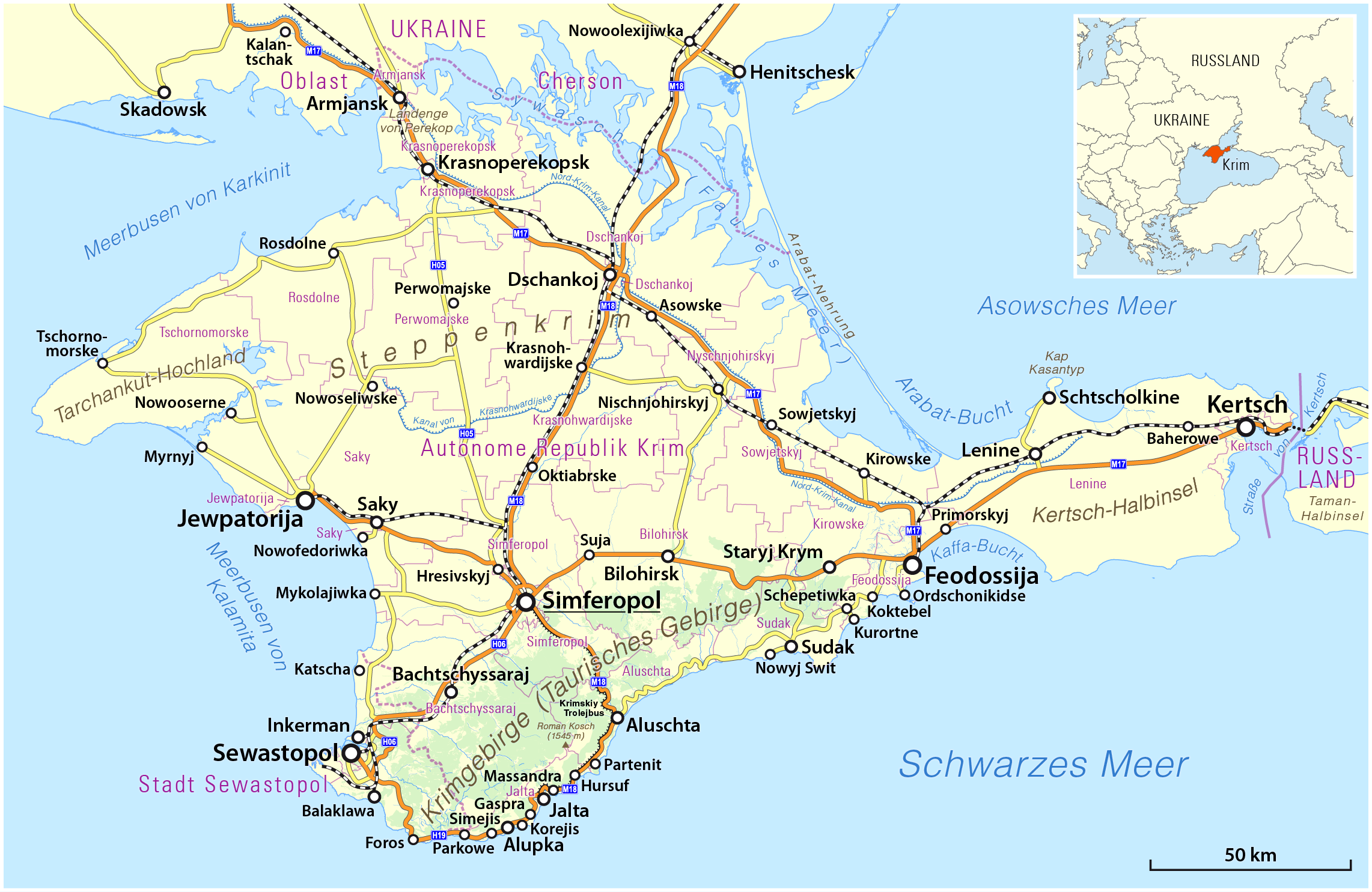
Simferopol nordöstlich von Sewastopol auf der Halbinsel Krim

Seit dem international nicht anerkannten Anschluss der Halbinsel Krim an Russland im März 2014 ist Simferopol de facto Hauptstadt des Föderationssubjektes Republik Krim der Russischen Föderation. De jure nach Angaben der administrativ-territorialen Teilung der Ukraine bleibt Simferopol die Hauptstadt der Autonomen Republik Krim, die zu den von Russland besetzten Gebieten gehört.

## Geographie
Die Stadt liegt am größten Fluss der Krim, dem Salhyr, an den Nordhängen des Krimgebirges, etwa 60 Kilometer nordöstlich von Sewastopol.

### Stadtgliederung
Die Stadt gliedert sich in die drei Stadtrajone Eisenbahnrajon, Kiewer Rajon und Zentralrajon, die vier „Siedlungen städtischen Typs“ (SsT) Ahrarne (Аграрне), Aeroflotskyj (Аерофлотський), Hressiwskyj (Гресівський) und Komsomolske (Комсомольське) sowie die Siedlung Bitumne (Бітумне).

## Geschichte
Auf dem Gebiet der heutigen Stadt Simferopol stand einst die im 2. Jahrhundert v. Chr. von König Skiluros gegründete skythische Hauptstadt Neapolis. Ihr skythischer Name ist nicht überliefert. Die unter dem griechischen Namen Neapolis Skythika bekannte Stadt bestand auch noch in den Zeiten des von Rom abhängigen Bosporanischen Reiches (Regnum Bospori). Im Laufe des 3. Jahrhunderts n. Chr. wurde sie von den Goten zerstört.
Anfang des 16. Jahrhunderts bestand eine Tataren-Siedlung namens Aqmescit (auch Ak-Metschet). Sie war zeitweise Residenz des Statthalters des von den Osmanen abhängigen Krim-Khanats. Nach der russischen Eroberung der Krim im Russisch-Türkischen Krieg von 1768 bis 1774 wurde die Stadt Simferopol durch eine Verordnung Katharinas der Großen im Februar 1784 gegründet und gehörte zum Gouvernement Taurien, das bis Oktober 1921 bestand. Nach der Oktoberrevolution war sie Teil der ASSR der Krim innerhalb der Russischen SFSR. 1914 wurde die Straßenbahn Simferopol in Betrieb genommen, diese wurde aber Ende 1970 wieder eingestellt.
Am 1. November 1941 wurde Simferopol von der 11. Armee der Wehrmacht unter ihrem Oberbefehlshaber General Erich von Manstein eingenommen, worauf im Dezember 1941 beim berüchtigten Simferopol-Massaker annähernd 14.000 Juden innerhalb von wenigen Tagen von SS-Leuten und Angehörigen der Feldgendarmerie Abteilung 683 ermordet wurden. Hitler plante, die Stadt in Gotenburg umzubenennen, als Hauptstadt einer als Gotengau annektierten Krim.
In der Stadt bestand das Kriegsgefangenenlager 299 für deutsche Kriegsgefangene des Zweiten Weltkriegs.
Durch Beschluss des Obersten Sowjets der UdSSR aus Anlass des 300. Jahrestags des Vertrags von Perejaslaw wurde Simferopol zusammen mit der Oblast Krim am 26. April 1954 an die Ukrainische Sozialistische Sowjetrepublik angeschlossen. Seit 1991 ist Simferopol Teil der unabhängigen Ukraine.
Am 25. September 1992 wurde Simferopol Hauptstadt der „Republik Krim“, seit 1995 ist sie Hauptstadt der Autonomen Republik Krim.
Seit dem international nicht anerkannten Anschluss der Halbinsel Krim an Russland im März 2014 gehört Simferopol de facto zum Föderationssubjekt Südrussland der Russischen Föderation. De jure nach Angaben der administrativ-territorialen Teilung der Ukraine ist Simferopol Teil der Autonomen Republik Krim, die zu den durch Russland besetzten Gebieten gehört.

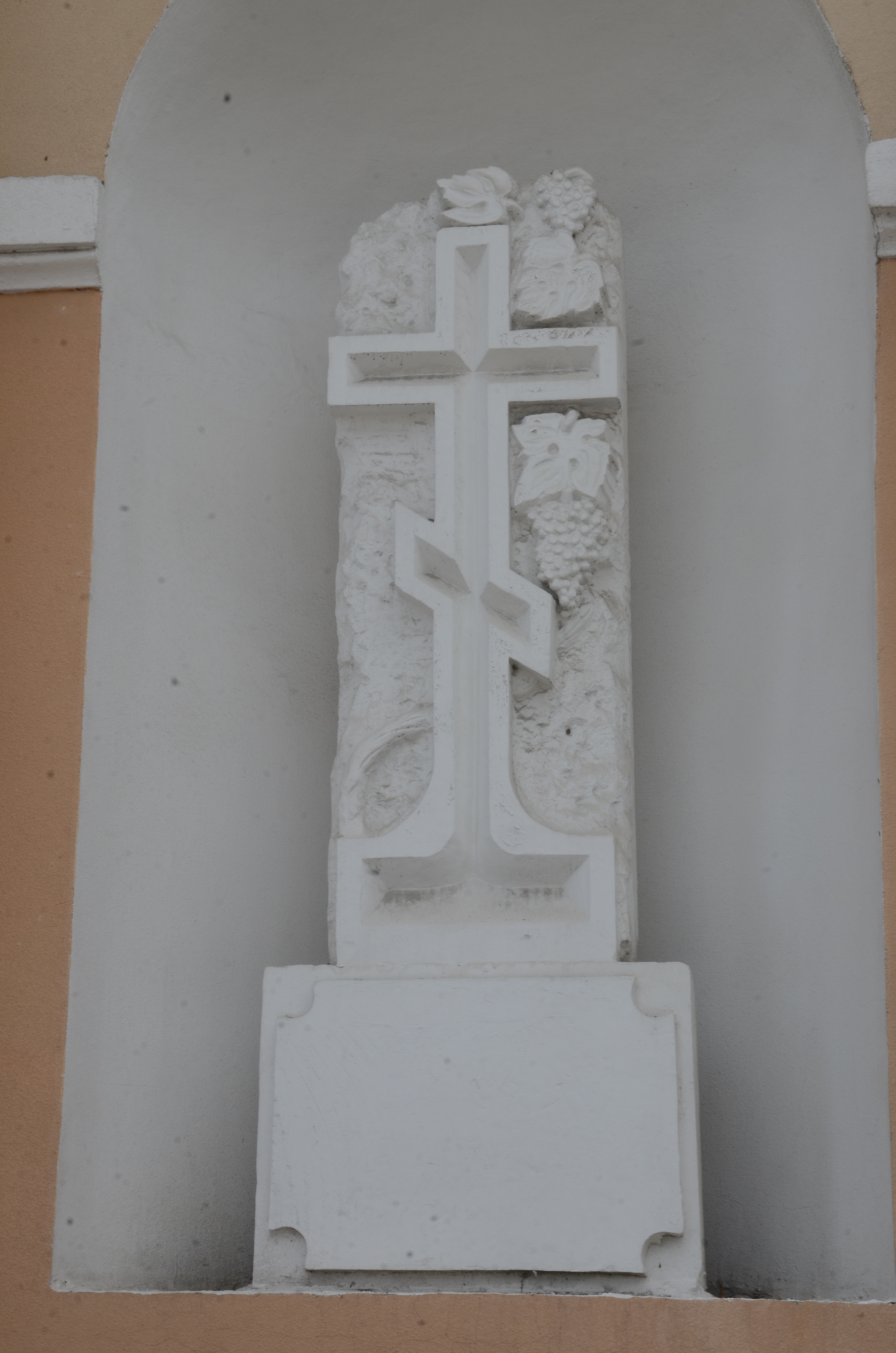
Gedenkkreuz für die Opfer des Holodomor 1932–1933, 2000

Lenindenkmal in Simferopol (2003)

### Demographische Entwicklung
| Jahr      | 1839  | 1864   | 1887   | 1897   | 1914   | 1926   | 1939    | 1959    | 1970    | 1989    | 2001    | 2009    | 2012    |
| --------- | ----- | ------ | ------ | ------ | ------ | ------ | ------- | ------- | ------- | ------- | ------- | ------- | ------- |
| Einwohner | 7.000 | 17.000 | 38.000 | 49.078 | 91.000 | 86.145 | 142.634 | 187.623 | 249.053 | 343.565 | 343.644 | 337.139 | 335.582 |

| Bevölkerungsgruppe | Anzahl | Angaben in Prozent |
| ------------------ | ------ | ------------------ |
| Russen             | 238938 | 66.7               |
| Ukrainer           | 76147  | 21.3               |
| Krimtataren        | 25209  | 7.0                |
| Weißrussen         | 4102   | 1.1                |
| Armenier           | 2130   | 0.6                |
| Tataren            | 1339   | 0.4                |
| Aserbaidschaner    | 1014   | 0.3                |
| Polen              | 717    | 0.2                |
| Griechen           | 619    | 0.2                |
| Moldawier          | 561    | 0.1                |

## Partnerstädte
Heidelberg (Deutschland) ist seit 1991 Simferopols Partnerstadt. In der ukrainischen Stadt gibt es seit dem Jahr 2000 das Heidelberg-Haus, das aus Spenden einer Heidelberger Stiftung erbaut wurde. Es liegt im Zentrum der Stadt und bietet rund ums Jahr ein kulturelles Programm. Es werden dort auch ehemalige, im Zweiten Weltkrieg ausgebeutete Zwangsarbeiterinnen und Zwangsarbeiter betreut.
Insgesamt werden für Simferopol elf Partnerstädte aufgelistet:
| Stadt                           | Land                             | seit |
| ------------------------------- | -------------------------------- | ---- |
| Bursa                           | Marmararegion, Türkei            |      |
| Czernowitz                      | Ukraine                          |      |
| Donezk                          | Ukraine                          | 2017 |
| Eskişehir                       | Zentralanatolien, Türkei         | 2007 |
| Heidelberg                      | Baden-Württemberg, Deutschland   | 1991 |
| Irkutsk                         | Sibirien, Russland               | 2008 |
| Kecskemét                       | Südliche Große Tiefebene, Ungarn | 2006 |
| Kertsch                         | Autonome Republik Krim, Ukraine  |      |
| Nischni Nowgorod                | Wolga, Russland                  | 2016 |
| Nowotscherkassk                 | Südrussland, Russland            | 2008 |
| Omsk                            | Sibirien, Russland               | 2008 |
| Padua                           | Venetien, Italien                | 2016 |
| Russe                           | Bulgarien                        | 2008 |
| Salem                           | Oregon, Vereinigte Staaten       | 1986 |
| Südwestlicher Verwaltungsbezirk | Moskau, Russland                 | 2008 |
| Ulan-Ude                        | Ferner Osten, Russland           |      |

## Kultur

Puppentheater in Simferopol

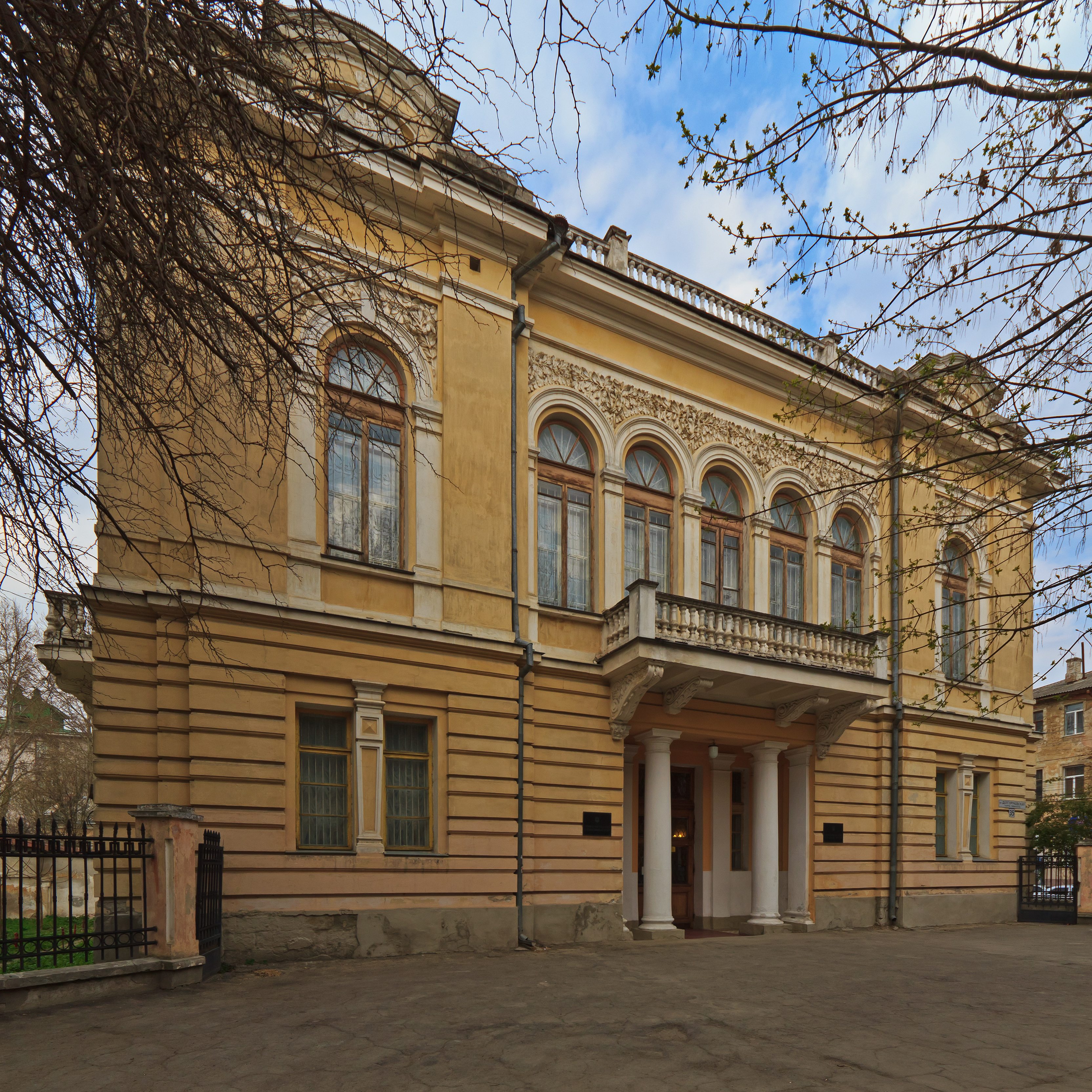
Kunstmuseum in Simferopol

International bekannt ist das Puppentheater von Simferopol.
2008 wurde bekannt, dass sich im Kunstmuseum Simferopol 87 Gemälde des Suermondt-Ludwig-Museums aus Aachen befinden, die nach der Auslagerung im Zweiten Weltkrieg als Beutekunst hierher gekommen waren.
Als Hauptstadt der Krim ist Simferopol auch das Zentrum des von Krimtataren dominierten Islam in der Ukraine.

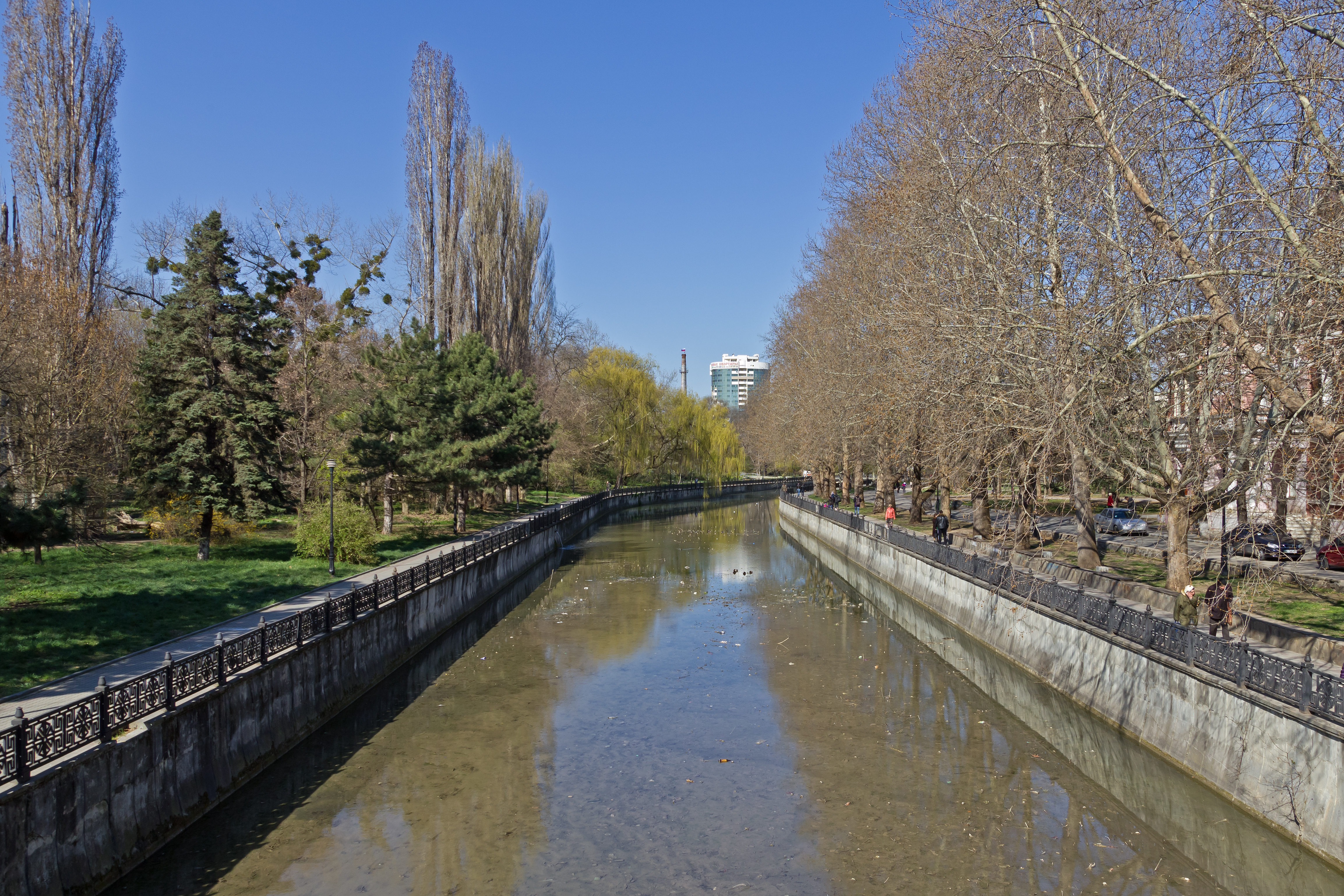
Der Salhyr in Simferopol

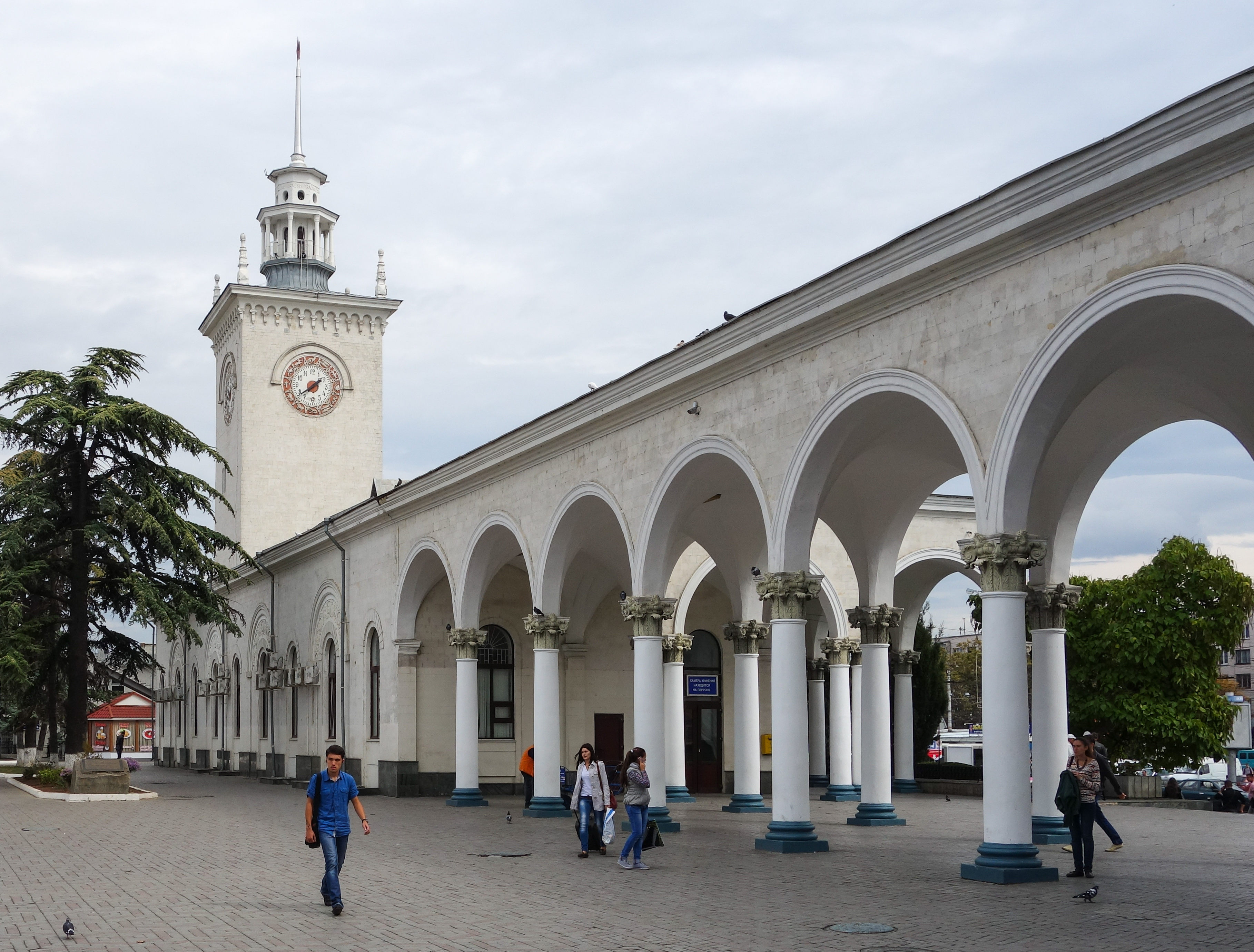
Der Bahnhofsplatz in Simferopol

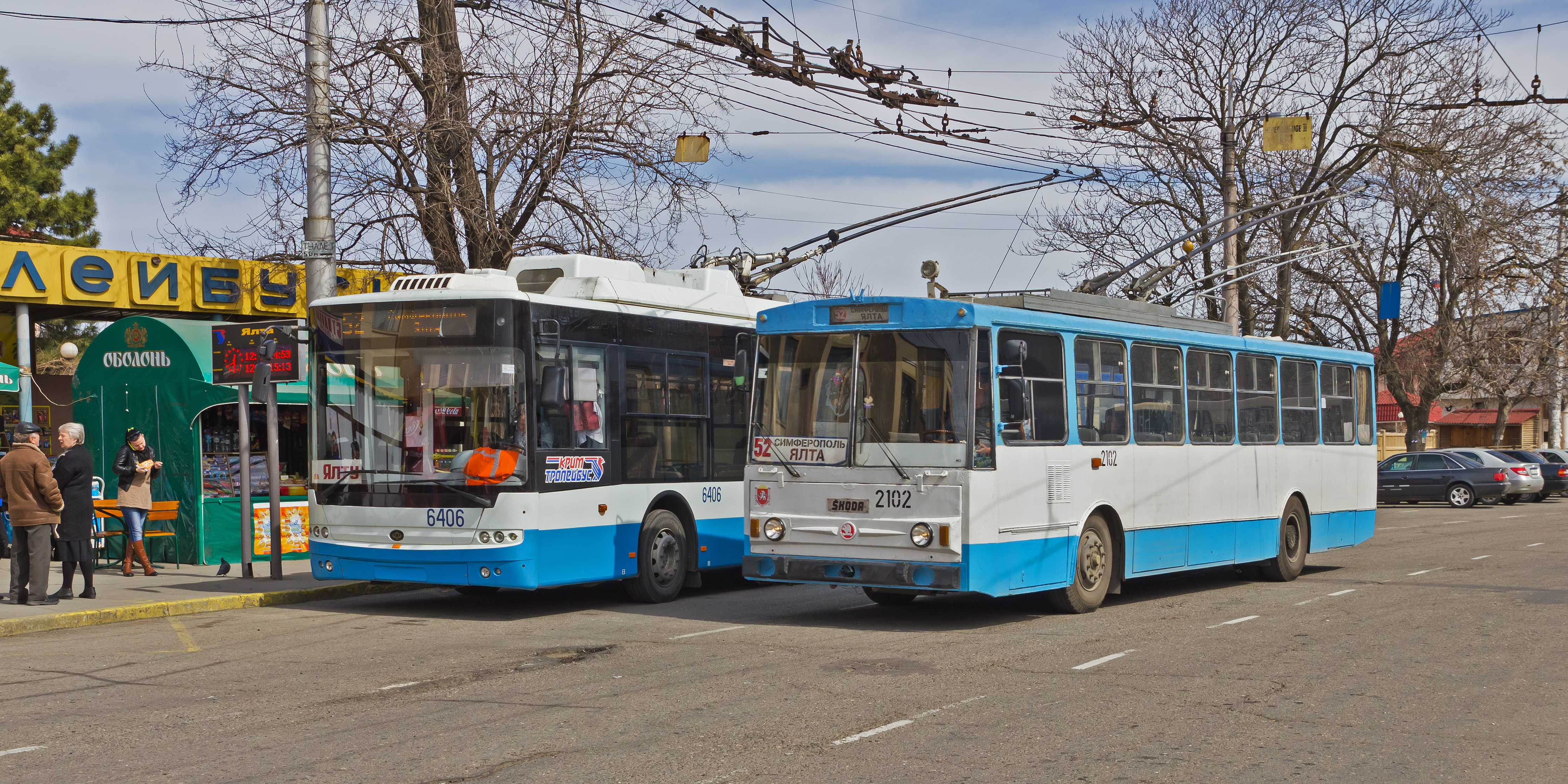
Oberleitungsbusbahnhof

## Wirtschaft
Neben den traditionellen handwerklichen und kleinindustriellen Strukturen etablieren sich seit der Jahrtausendwende auch moderne Industrien. Neben lokalen Technologieanbietern haben sich mehrere internationale Softwareunternehmen in Simferopol angesiedelt.

## Wissenschaft
Anlässlich des 200-jährigen Bestehens wurde 1984 der am 30. August 1970 entdeckte Asteroid (2141) Simferopol nach der Stadt benannt.

## Verkehr
Der Bahnhof von Simferopol ist Ausgangspunkt der längsten Oberleitungsbuslinie der Welt. Sie wird von der Gesellschaft Krymskyj trolejbus betrieben und verkehrt zwischen Simferopol, Aluschta und Jalta am Schwarzen Meer. In Simferopol selbst existiert außerdem noch ein städtisches Oberleitungsbusnetz, es wird ebenfalls von Krymskyj trolejbus betrieben und umfasst insgesamt fünfzehn Linien (1, 3 bis 13, 13A, 14 und 15). Die Straßenbahn in Simferopol bestand von 1914 bis 1970.
Mit der Eisenbahn von Simferopol aus erreichbar sind unter anderem Sewastopol und die Touristenattraktion Bachtschyssaraj (Strecke nach Sewastopol) sowie die Kurstadt Jewpatorija. Außerdem gab es bis 2013 täglich einen Kurswagen zwischen Simferopol und Berlin. Die Reisezeit betrug 41 bis 49 Stunden.
In Simferopol gibt es den Flughafen Simferopol (ICAO: UKFF, IATA: SIP) mit Verbindungen nach Russland.

## Fußball
Simferopol ist die Heimat des Fußballvereins Tawrija Simferopol, welcher bis 2014 in der ukrainischen Premjer-Liha spielte und seit der Annexion der Krim durch Russland in der neugeschaffenen Krim-Liga spielt. Heimstätte ist das 19.978 Zuschauer fassende RSC Lokomotiv Stadion.

## Klimatabelle
|                       | Jan  | Feb  | Mär  | Apr  | Mai  | Jun  | Jul  | Aug  | Sep  | Okt  | Nov  | Dez  |   |      |
| Mittl. Tagesmax. (°C) | 3,1  | 3,8  | 8,2  | 15,7 | 21,2 | 25,2 | 28,1 | 27,8 | 23,1 | 17,2 | 11,1 | 6,0  | ⌀ | 15,9 |
| Mittl. Tagesmin. (°C) | −4,4 | −4,1 | −1,1 | 4,2  | 9,4  | 13,3 | 15,6 | 15,1 | 10,8 | 6,4  | 2,4  | −1,4 | ⌀ | 5,6  |
|                       |      |      |      |      |      |      |      |      |      |      |      |      |   |      |
| Niederschlag (mm)     | 42   | 33   | 37   | 33   | 44   | 53   | 55   | 41   | 37   | 32   | 44   | 54   | Σ | 505  |
|                       |      |      |      |      |      |      |      |      |      |      |      |      |   |      |
| Sonnenstunden (h/d)   | 2,8  | 3,6  | 5,3  | 7,0  | 9,1  | 10,4 | 11,0 | 10,2 | 8,7  | 6,6  | 3,8  | 2,4  | ⌀ | 6,8  |
|                       |      |      |      |      |      |      |      |      |      |      |      |      |   |      |
| Regentage (d)         | 8    | 7    | 7    | 6    | 6    | 6    | 5    | 4    | 5    | 5    | 8    | 9    | Σ | 76   |
|                       |      |      |      |      |      |      |      |      |      |      |      |      |   |      |
| Luftfeuchtigkeit (%)  | 84   | 81   | 77   | 70   | 69   | 67   | 65   | 64   | 69   | 75   | 81   | 85   | ⌀ | 73,9 |

| −4,4 |

| −4,1 |

| −1,1 |

| 4,2 |

| 9,4 |

| 13,3 |

| 15,6 |

| 15,1 |

| 10,8 |

| 6,4 |

| 2,4 |

| −1,4 |

| −4,4 |

| −4,1 |

| −1,1 |

| 4,2 |

| 9,4 |

| 13,3 |

| 15,6 |

| 15,1 |

| 10,8 |

| 6,4 |

| 2,4 |

| −1,4 |

### Digitalisiertes älteres Schrifttum
- Simferópol, Lexikoneintrag in: Meyers Großes Konversations-Lexikon. 6. Auflage, Band 18, Leipzig/Wien 1909, S. 478 (Zeno.org).
- F. Remy: Die Krim in ethnographischer, landschaftlicher und hygienischer Beziehung. Verlag Emil Berndt, Odessa/Leipzig 1872, S. 182–187 (Google Books).

### Neuere Beschreibungen
- Думнов Д. Ф. Симферополь: Справочник. — Симферополь: Таврия, 1989. — 144 с. (rus.)
- Байцар А. Л. Крим. Нариси історичної, природничої і суспільної географії: Навчальний посібник / А. Л. Байцар; Львівський національний університет ім. І. Франка. — Львів: Видавничий центр ЛНУ ім. Івана Франка, 2007. — 224 с.(ukr.)
- Енциклопедія українознавства. У 10-х томах. / Головний редактор Володимир Кубійович. — Париж; Нью-Йорк: Молоде життя, 1954—1989.(ukr.)